# Schweizer Orangenapfel

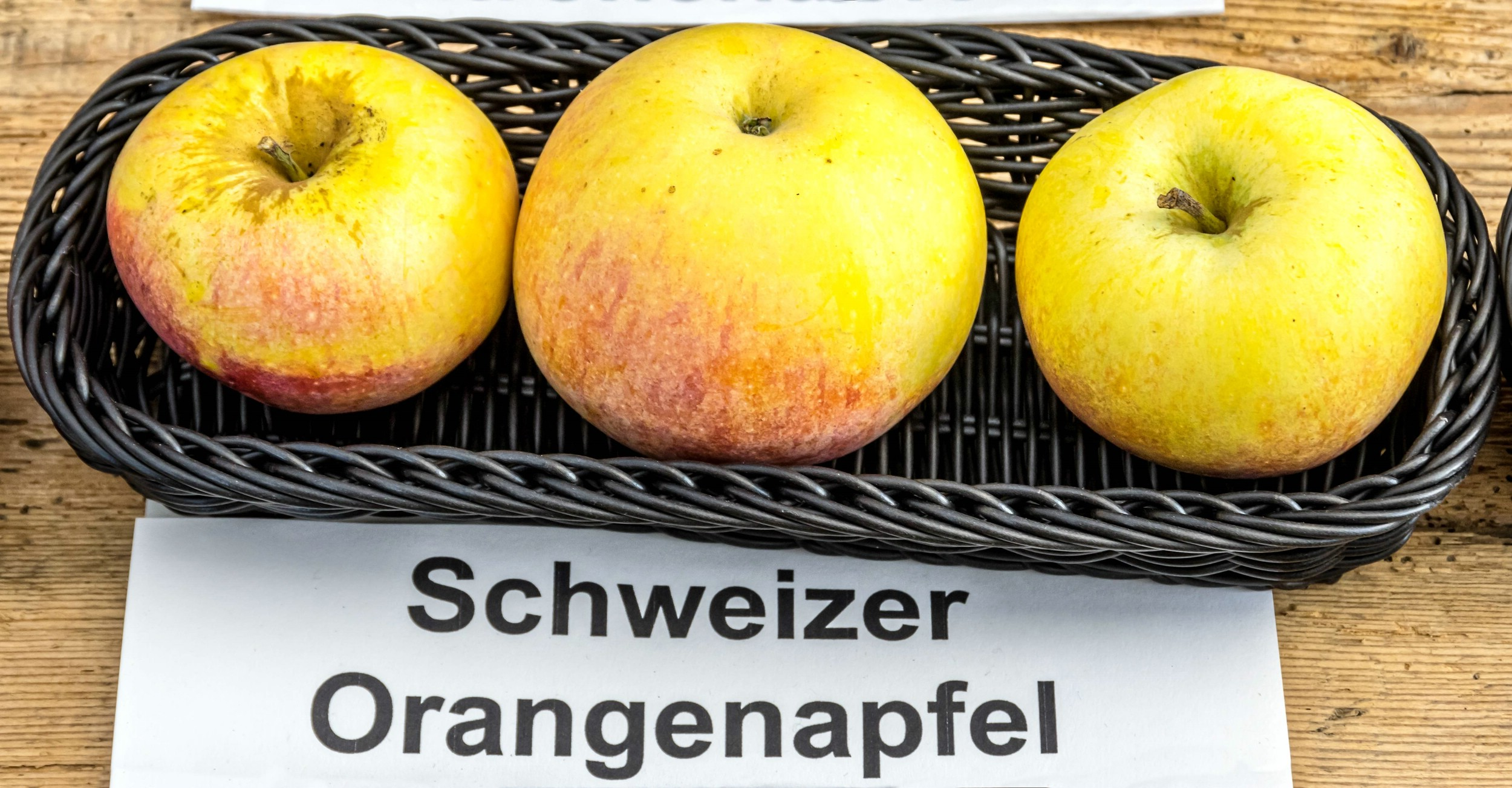
Ansicht der Frucht

Der Schweizer Orangenapfel, auch Schweizer Orange, ist eine Sorte des Kulturapfels. Sie entstand in der Versuchsanstalt Wädenswil 1935 durch Kreuzung von Ontarioapfel und Cox Orangenrenette und wurde erstmals 1954 in den Handel gegeben. Der mittelgroße, saftige Apfel mit kurzem Stiel ist grüngelb bis schwach rötlichgelb. Der Geschmack ist säuerlichsüß, je nach Standort mit schwachem Aroma.
Die Sorte wurde im Jahr 2025 zur Schweizer Obstsorte des Jahres gewählt.

## Einzelheiten
Auf nährstoffreichen Böden, in wärmeren Lagen, kann die Sorte bei feuchten Böden nur mit intensiven Pflegemaßnahmen gedeihen. Sie ist anfällig für Stippe und Fruchtwelke und ist mäßig druckempfindlich. Als Tafelapfel geeignet, ergibt die Sorte beim Zerreiben ein goldgelbes Mus.

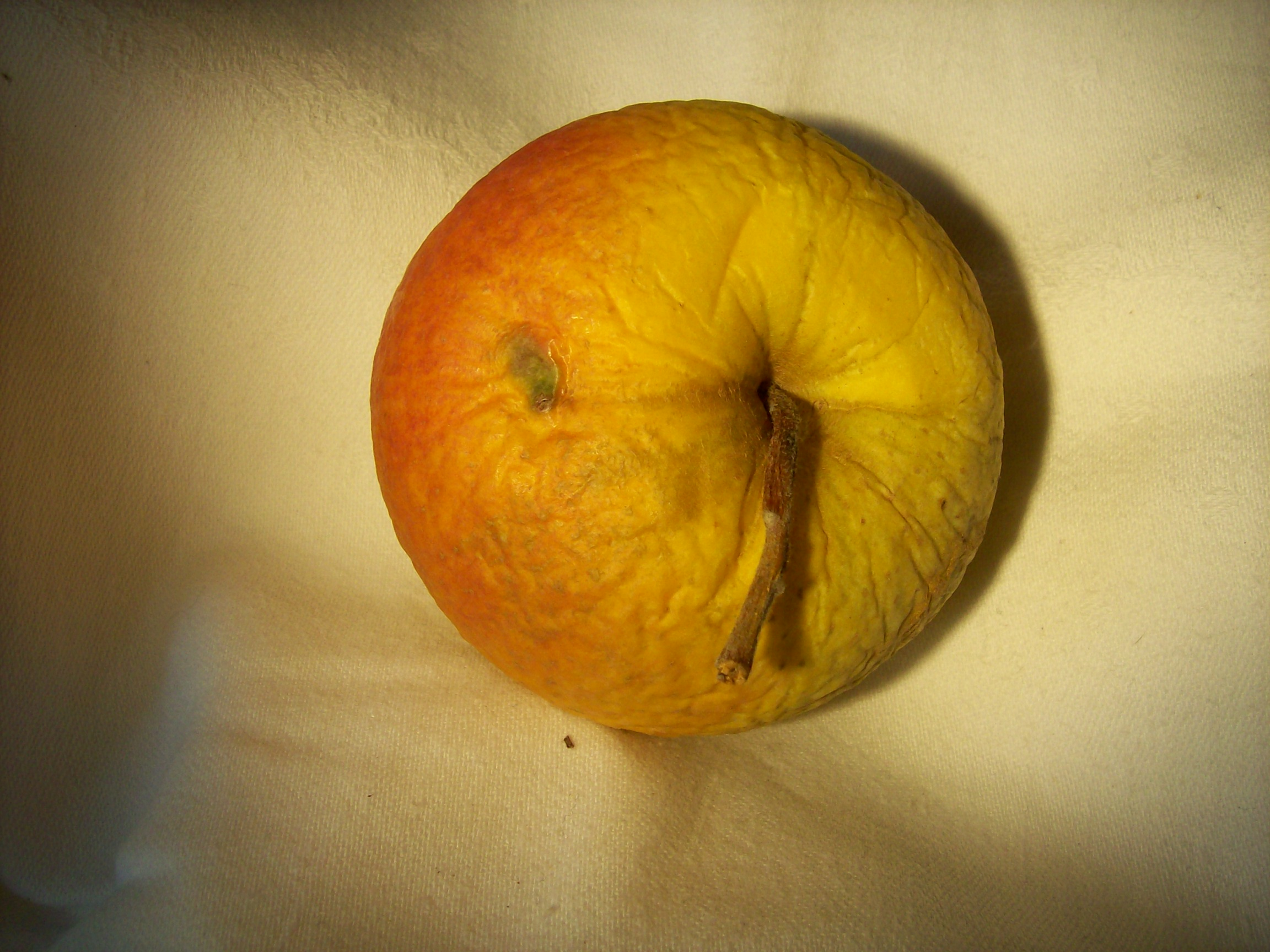
Verschrumpeltes Exemplar
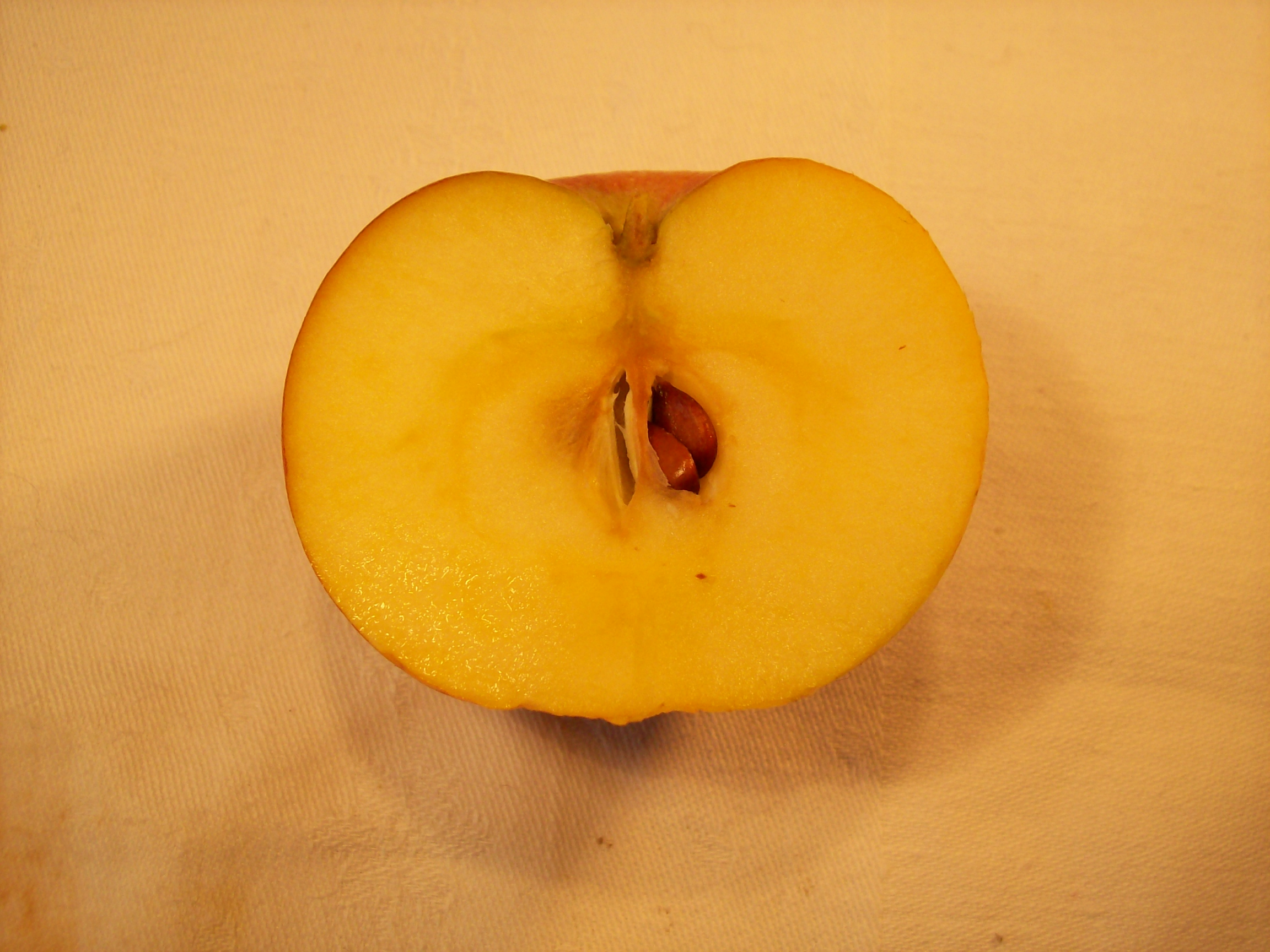
Apfelhälfte
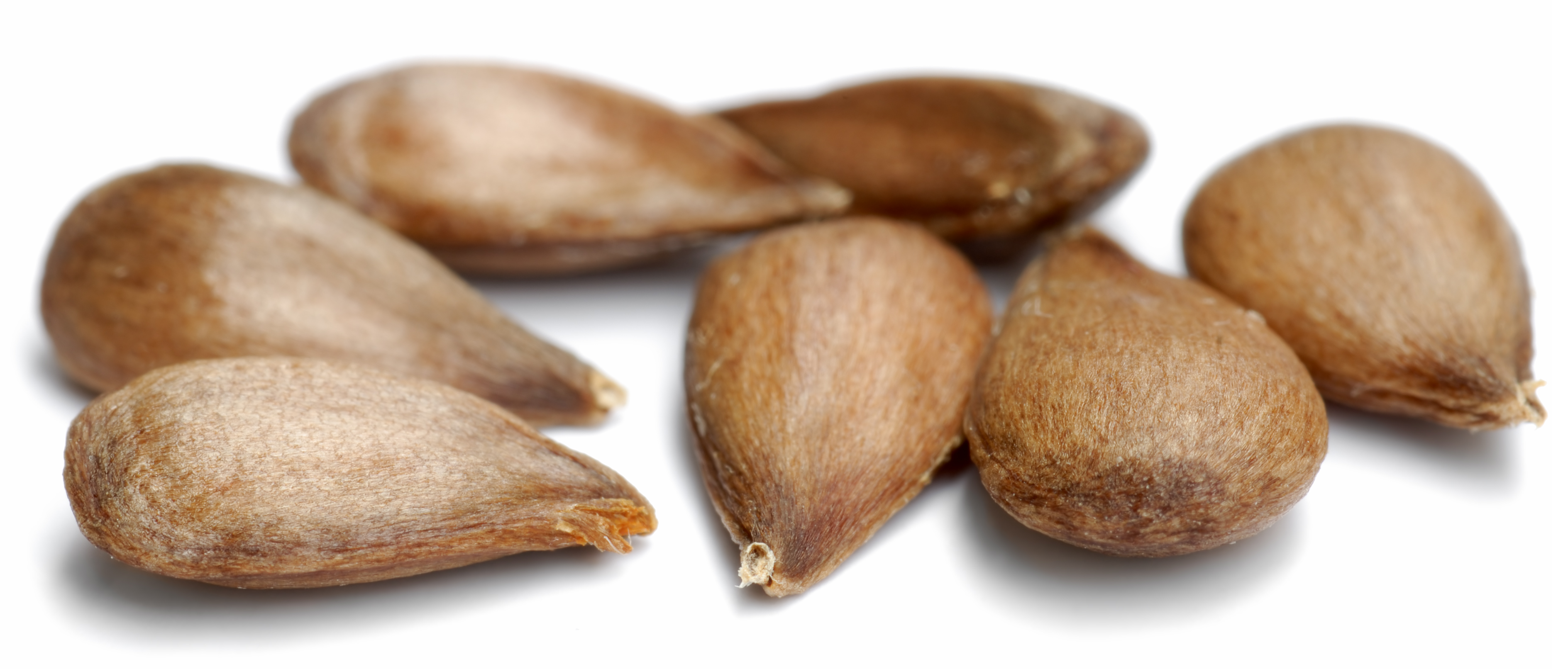
Kerne
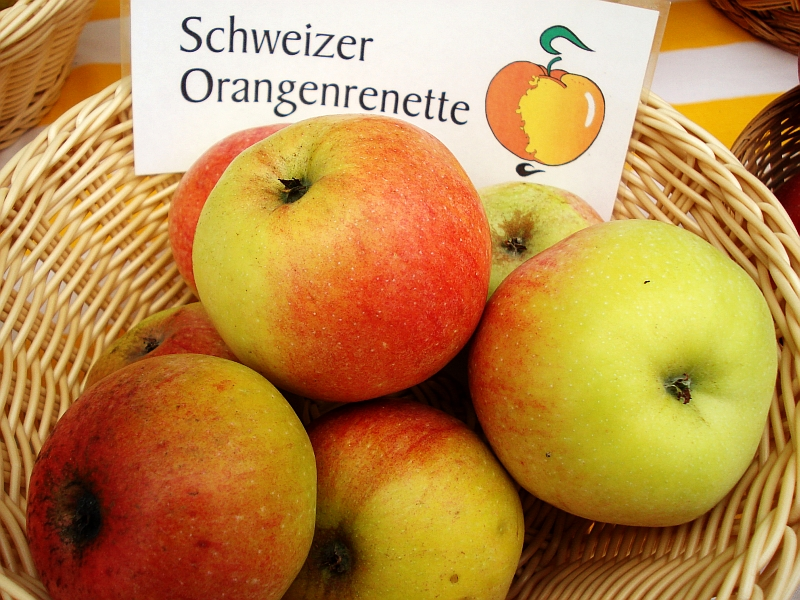
Sortenkorb